# Marinduque
Koordinaten: 13° 24′ N, 122° 0′ O
Marinduque ist eine Insel und eine Inselprovinz der Philippinen in der Region MIMAROPA.
Sie liegt südlich von Luzon, östlich von Mindoro und nördlich der Romblonen. Im Nordwesten grenzt sie an die Bucht von Tayabas, im Nordosten an die Mompog-Passage und die Bondoc-Halbinsel, im Süden an die Tablas-Straße und im Osten an die Sibuyan-See.

## Geographie
Die Provinz hat 234.521 Einwohner (Zensus 2015). Marinduque hat eine Fläche von 952,6 km². Sie umfasst neben der namengebenden Hauptinsel auch etwa 16 kleinere Inseln und erreicht eine Höhe von 1157 m am aktiven Vulkan Malindig. Sie zählt innerhalb der Philippinen zur Inselgruppe Luzon. Auf der Insel wurde das Marinduque Wildlife Sanctuary zum Schutz der Biodiversität eingerichtet.

### Inseln und Inselgruppen der Provinz Marinduque
| Inselname         | Aliasname         | Koordinaten           | Fläche (km²) | Einwohner | Anmerkung  |
| ----------------- | ----------------- | --------------------- | ------------ | --------- | ---------- |
| Agpisan           |                   | 13° 32′ N, 121° 51′ O | …            | …         |            |
| Atta              |                   | 13° 32′ N, 121° 51′ O | …            | …         |            |
| Banot             |                   | 13° 33′ N, 121° 57′ O | …            | …         |            |
| Elefante          |                   | 13° 12′ N, 122° 00′ O | …            | …         |            |
| Hakupan           |                   | 13° 33′ N, 121° 57′ O | …            | …         |            |
| Hidalgo           |                   | 13° 32′ N, 121° 52′ O | …            | …         |            |
| Maniuaya          |                   | 13° 32′ N, 122° 07′ O | …            | …         |            |
| Marinduque        |                   | 13° 22′ N, 121° 57′ O | …            | …         | Hauptinsel |
| Mompong           |                   | 13° 31′ N, 122° 11′ O | …            | …         |            |
| Polo              | Santa Cruz Island | 13° 30′ N, 122° 05′ O | …            | …         |            |
| Salomague         |                   | 13° 25′ N, 122° 08′ O | …            | …         |            |
| San Andres-Inseln |                   | 13° 34′ N, 121° 51′ O | …            | …         | 2 Inseln   |
| Tres Reyes-Inseln |                   | 13° 14′ N, 121° 50′ O | …            | …         | 3 Inseln   |

### Stadtgemeinden
Auf der Insel liegen insgesamt 6 Stadtgemeinden:
- Boac
- Buenavista
- Gasan
- Mogpog
- Santa Cruz
- Torrijos

## Bilder

Marinduque im Süden Luzons
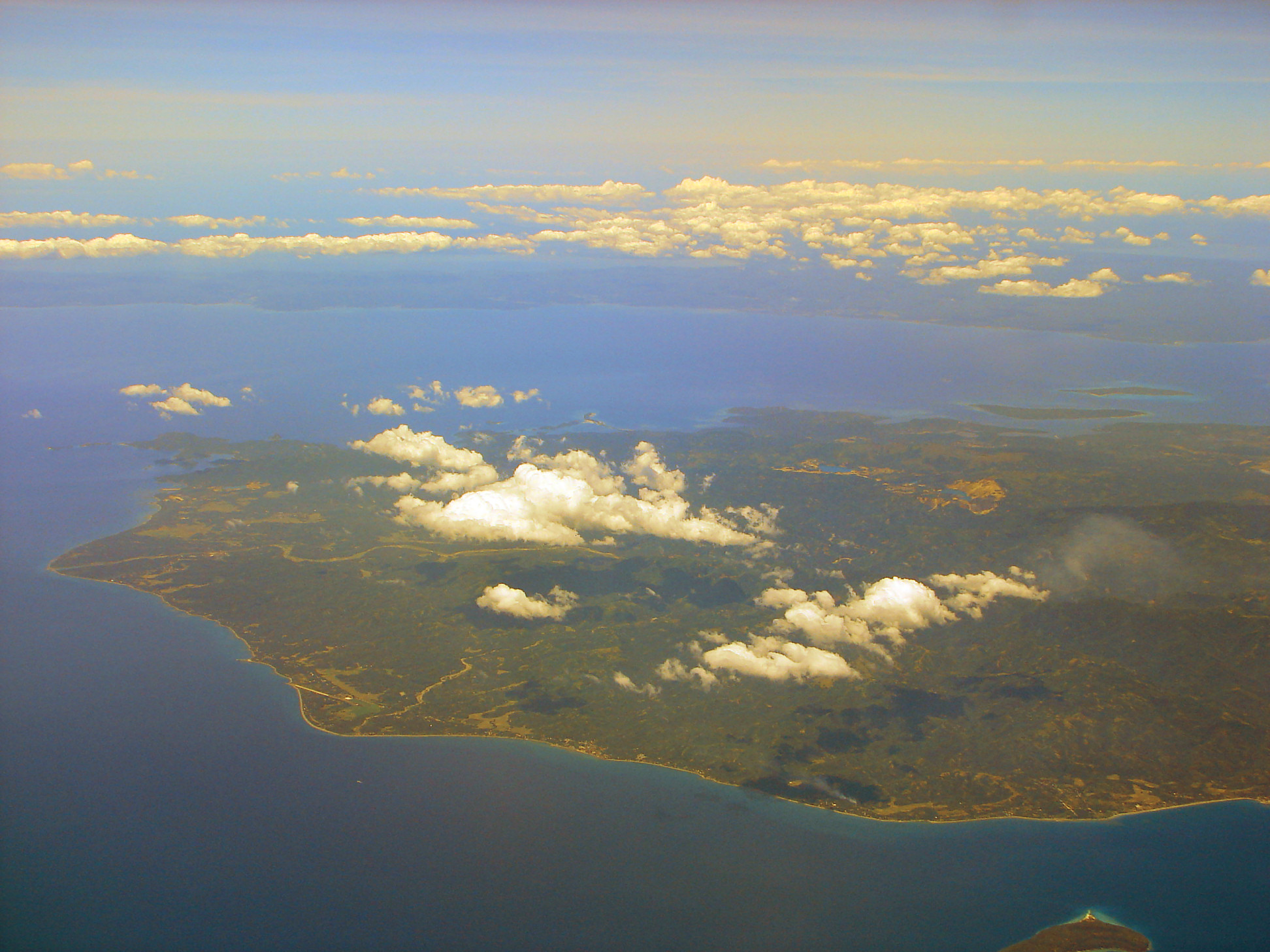
Nord
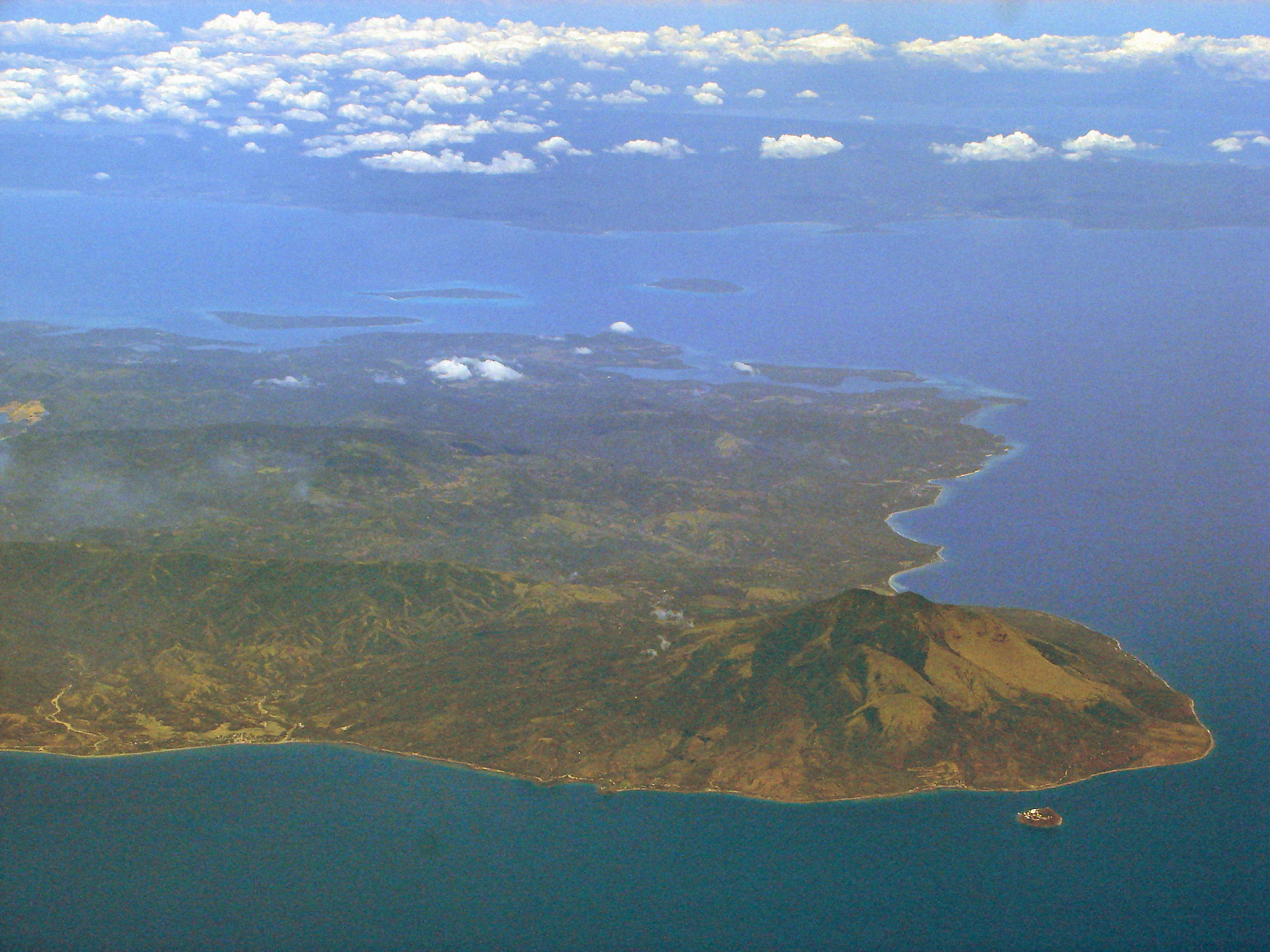
Süd